# Neuseen Classics – Rund um die Braunkohle
El Neuseen Classics – Rund um die Braunkohle (lit. Al voltant del lignit) era una cursa ciclista alemanya que es disputava a Zwenkau, al sud de Leipzig. Creada el 1955, va ser amateur fins al 1990. El 2004 es va tornar a disputar ja per a professionals i des del 2005, forma part de l'UCI Europa Tour. El 2016 es disputà per darrera vegada.

## Palmarès
| Any       | Vencedor           | Segon                  | Tercer             |
| --------- | ------------------ | ---------------------- | ------------------ |
| 1955      | Roland Henning     | Wolfgang Braune        | Fiedler            |
| 1956-1957 | No disputada       |                        |                    |
| 1958      | Roland Henning     | Gustav-Adolf Schur     | Löffler            |
| 1959      | Rolf Töpfer        | Gustav-Adolf Schur     | Egon Adler         |
| 1960      | Grunzid            | Weissleder             | Gainan Saidchushin |
| 1961      | Iuri Mélikhov      | Erich Hagen            | Lothar Appler      |
| 1962      | Gustav-Adolf Schur | Günter Hoffmann        | G. Lux             |
| 1963      | Pedd               | Egon Adler             | Frank              |
| 1964      | Lothar Höhne       | Gustav-Adolf Schur     | Stamm              |
| 1965      | Marks              | Müller                 | Günter Hoffmann    |
| 1966      | Bernhard Eckstein  | Marks                  | Müller             |
| 1967      | Dieter Grabe       | Steiner                | Huster             |
| 1968      | Manfred Ulbricht   | Bernhard Grüner        | Maltritz           |
| 1969-1985 | No disputada       |                        |                    |
| 1986      | Andreas Lux        | T. Schmidt             | Maik Landsmann     |
| 1987      | Andreas Lux        | Matern                 | Michael Prix       |
| 1988      | Thomas Barth       | Andreas Wartenberg     | Hochfeld           |
| 1989      | Andreas Lux        | Jens Heppner           | Frank Augustin     |
| 1990      | Andreas Lux        | Steffen Wesemann       | Torsten Bredow     |
| 1991-2003 | No disputada       |                        |                    |
| 2004      | Lars Wackernagel   | Tito Schüler           | Eric Baumann       |
| 2005      | Marek Maciejewski  | Christoph Meschenmoser | Maxim Rudenko      |
| 2006      | Danilo Hondo       | Krzysztof Jezowski     | Tomasz Lisowicz    |
| 2007      | Denis Flahaut      | Steffen Radochla       | Javier Benítez     |
| 2008      | Steffen Radochla   | Olaf Pollack           | Eric Baumann       |
| 2009      | André Greipel      | Heinrich Haussler      | Sebastian Siedler  |
| 2010      | Roger Kluge        | Steffen Radochla       | Enrico Peruffo     |
| 2011      | André Schulze      | Steffen Radochla       | Enrico Montanari   |
| 2012      | André Schulze      | Sébastien Chavanel     | Robert Förster     |
| 2013-2014 | No disputada       |                        |                    |
| 2015      | Robert Förster     | Pascal Ackermann       | Hans Pirius        |
| 2016      | Daniel Knyss       | Dirk Wettengel         | Paul Sicking       |